# The Anthem
«The Anthem» es el segundo sencillo tomado del segundo álbum de estudio de Good Charlotte, The Young And The Hopeless.

## Listado de canciones
| The Anthem - CD 1 |                                                          |          |  |
| N.º               | Título                                                   | Duración |  |
| 1.                | «The Anthem»                                             |          |  |
| 2.                | «If You Leave»                                           |          |  |
| 3.                | «The Motivation Proclamation» (Versión Acústica en vivo) |          |  |
| 4.                | «The Anthem» (Video)                                     |          |  |

| The Anthem - CD 2 |                                |          |  |
| N.º               | Título                         | Duración |  |
| 1.                | «The Anthem»                   |          |  |
| 2.                | «Acquiesce» (En vivo en BBC 3) |          |  |
| 3.                | «Complicated»                  |          |  |

## Certificaciones
| País      | Ventas  | Certificación |
| --------- | ------- | ------------- |
| Australia | 35 000  | Oro           |
| EUA       | 500 000 | Oro           |

## Posicionamiento
| Listas (2003)                         | Posición |
| ------------------------------------- | -------- |
| ARIA Singles Chart                    | 14       |
| German Top 100                        | 52       |
| Irish Top 50                          | 34       |
| New Zealand Top 40                    | 27       |
| Swedish Top 60                        | 28       |
| UK Top 75                             | 10       |
| fU.S. Billboard Hot 100               | 43       |
| U.S. Billboard Hot Singles Sales      | 22       |
| U.S. Billboard Hot Digital Tracks     | 20       |
| U.S. Billboard Top 40 Mainstream      | 11       |
| U.S. Billboard Hot Singles Recurrents | 30       |
| U.S. Billboard Top 40 Tracks          | 23       |
| U.S. Billboard Hot Modern Rock Tracks | 10       |
| U.S. Billboard Hot 100 Airplay        | 45       |

## Curiosidades
- El tema The Anthem se encuentra el la banda sonora oficial de la película de comedia romántica American Wedding y la película de acción y comedia The Pacifier .
- La canción hace parte de la banda sonora del videojuego Elite Beat Agents para Nintendo DS. Sin embargo, la versión del juego es interpretada por Kevin Ridel.